# 순두부
순두부(純豆腐)는 눌러서 굳히지 않은 두부이다. 연두부보다 무르다. 강원특별자치도 강릉의 순두부가 유명하다.

## 이름
"순두부"의 어원은 정확히 밝혀지지 않았다. "순한 두부"에서 나왔다는 설과, "물두부"라는 뜻의 "수두부(水豆腐)"에서 나왔다는 설이 있다.
충청·서북·황해 방언으로는 숨두부라고 부르며, 동북 방언으로는 초두비라 부른다.

## 만들기
불린 콩을 맷돌에 갈아 비지(건더기)를 걸러낸 다음, 걸러진 콩물을 솥에 넣어 저어 가며 끓이다가 간수를 넣으면 콩물의 단백질이 몽글몽글한 덩어리로 응고한다. 이때 굳은 덩어리를 웃물과 함께 뜬 것이 순두부이다.

## 사진 갤러리

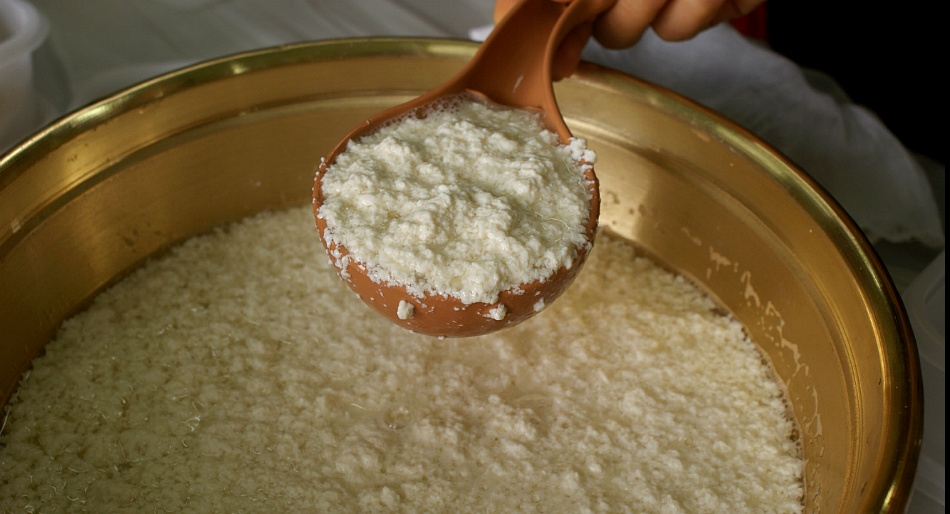
순두부 만들기
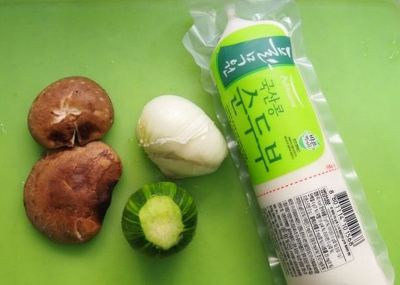
포장된 순두부.
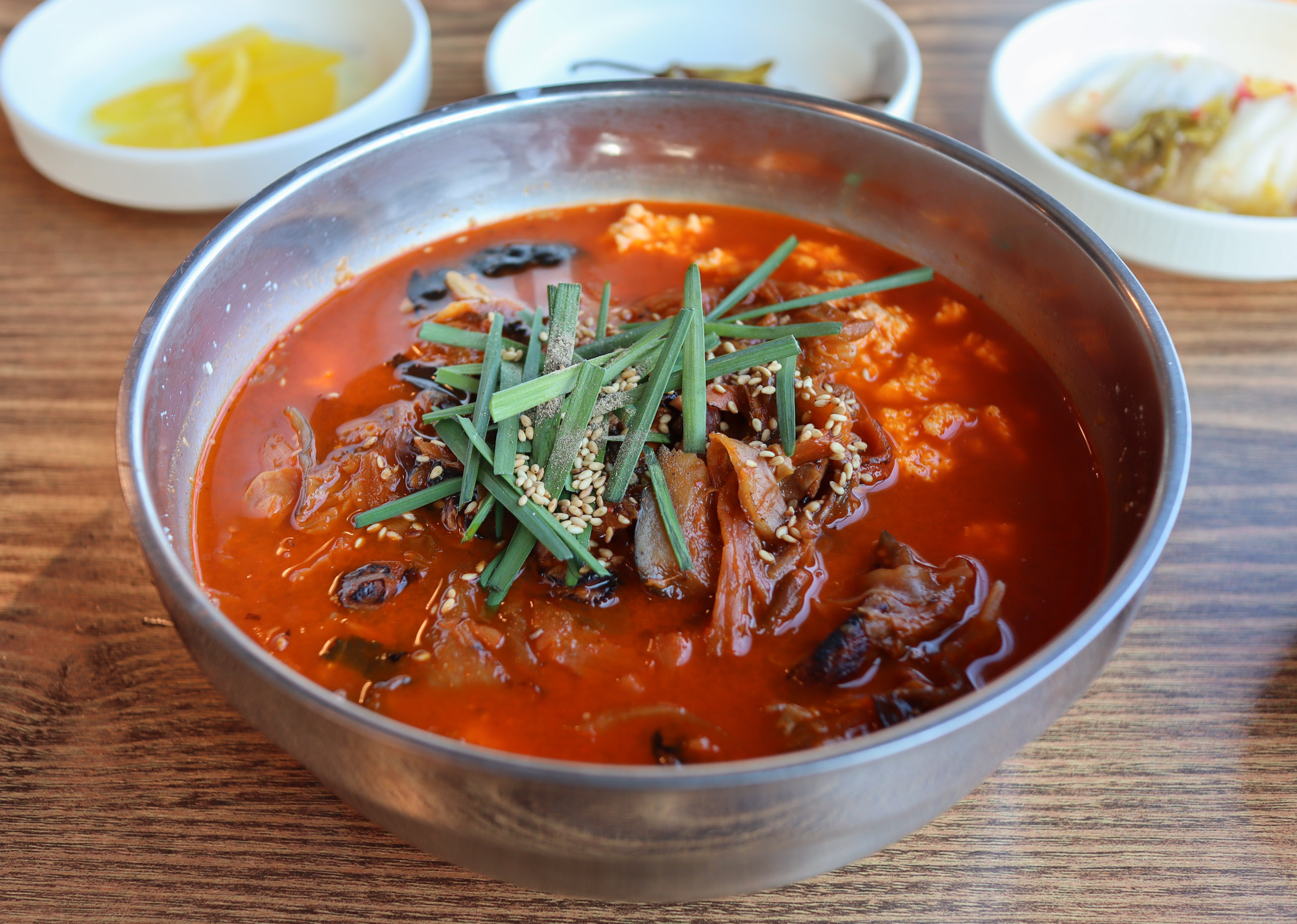
짬뽕순두부
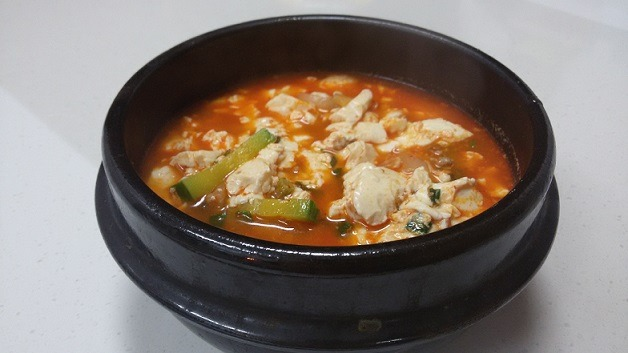
(붉은) 순두부찌개.
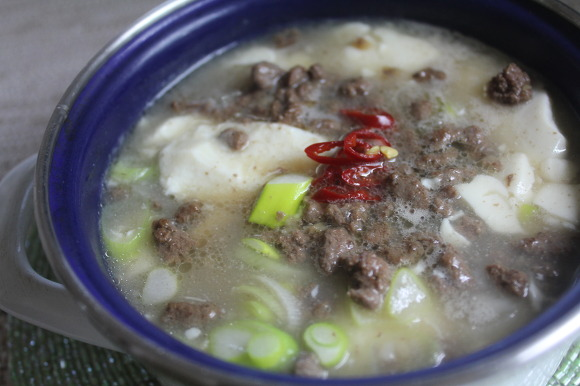
(흰) 순두부찌개.
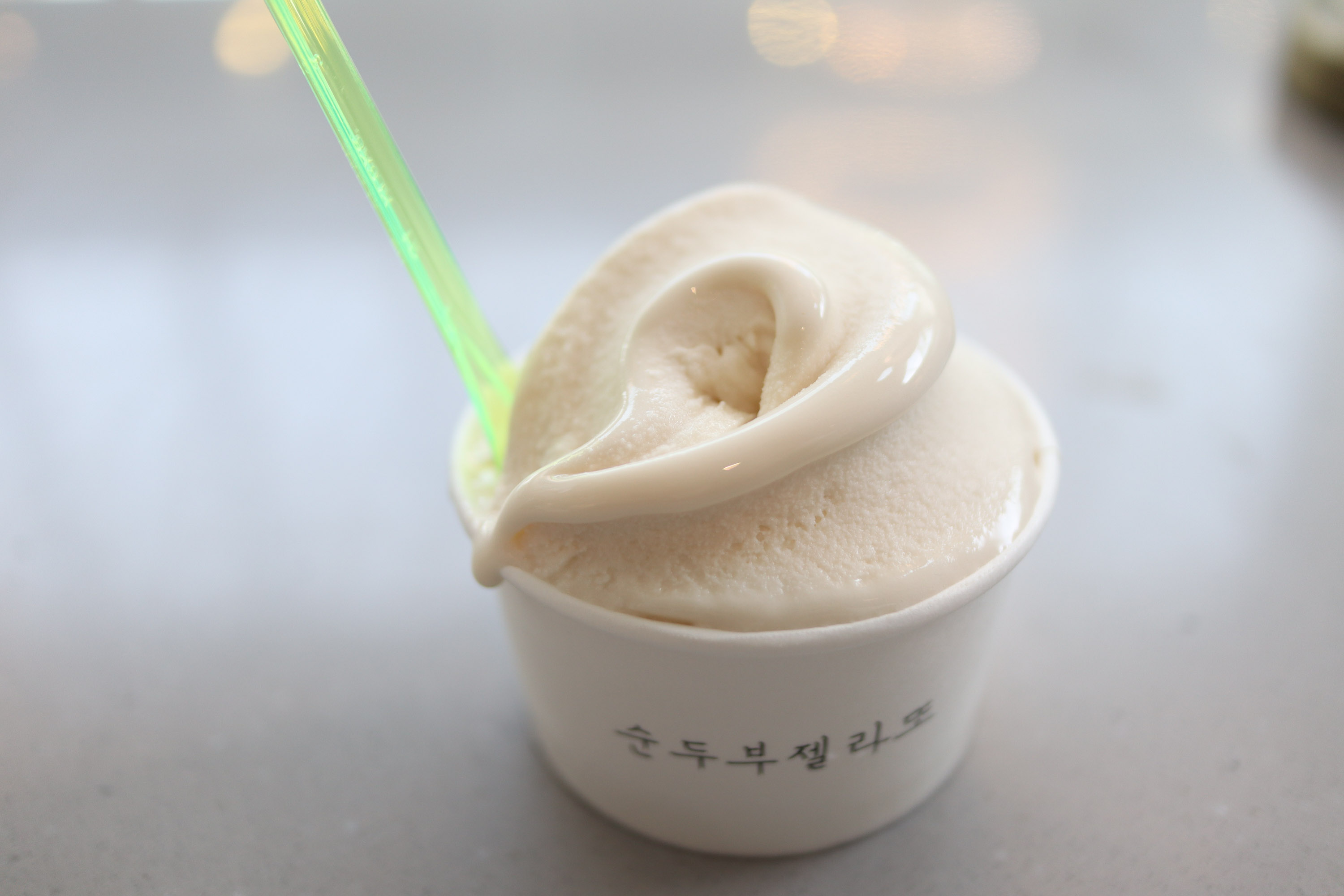
순두부 젤라토.

## 같이 보기
- 두부 푸딩
- 콩탕